# Little Charlie & the Nightcats
Little Charlie & the Nightcats (рус. Маленький Чарли и ночные коты) — американская блюзовая группа, существовавшая в 1976—2008 годах. Лауреат Blues Music Awards как исполнитель в номинации «Песня года» (1994), номинант Blues Music Awards в номинациях «Группа года» (1991, 1996, 2005, 2006).

## История
Группа была создана гитаристом Чарльзом Бати (англ. Charles Baty) (1953—2020), студентом-математиком Университета Беркли и харпером/певцом Риком Эстрином в 1976 году. Свой стиль они сделали из смеси жёсткого чикагского блюза, джамп-блюза, техасского свинга и джаза, добавив к этому рокабилли, прото-рок-н-роллом, джампинг-джайв, бибоп и R&B .
Они перебазировались в Сакраменто, и начали выступать в клубах Калифорнии. Уже в 1980 году группу пригласили для участия в San Francisco Blues Festival; группа выступала там также в 1982 году. В 1986 году группа отправила свою демо-кассету в Alligator Records, и Брюс Иглауэр, президент компании, пришёл в восторг, самостоятельно выехав в Сакраменто для подписания контракта. Дебютный альбом группы All the Way Crazy вышел в 1987 году и почти сразу группа вышла на новый уровень от небольших клубов Калифорнии; последующий альбом Disturbing the Peace (1988) закрепил растущую популярность группы и её стали приглашать на гастроли как в США, так и по всему миру. В 1991 году группа впервые получила номинацию группы года Blues Music Awards. В 1993 году вышел альбом Night Vision, продюсером которого выступил Джо Луис Уокер (а также записался на альбоме как гость), который содержал песню «My Next Ex-Wife» в 1994 году признанной песней года. В 1990—2000 годы группа регулярно записывалась и давала сотни концертов в год,  включая крупные блюзовые фестивали в Чикаго, Сан-Франциско, Цинциннати, Нью-Йорке и Портленде, а также гастроли за рубежом: Канада, Россия, Турция, Европа, Австралия 
В 2008 году Чарльз Бати объявил о своём «мягком» уходе из группы, который предполагал собой неучастие в гастролях, исключая выступления на значимых фестивалях в США и Европе. В июле 2009 года часть музыкантов группы объединилась под названием Rick Estrin & The Nightcats, а группа Little Charlie & the Nightcats прекратила существование.
Чарльз Бати умер 6 марта 2020 году вследствие инфаркта миокарда.
Living Blues: «Мощная… возмутительная… чудесная… [группа]. Мгновенно узнаваемый стиль игры на гитаре Бати, и уникальное извращённое юмористическое лирическое видение Эстрина делают Little Charlie and the Nightcats одной из самых успешных групп синтеза блюза/свинга/рока/джаза, столь популярного сегодня» .
Про альбом 1989 года The Big Break обозреватель Chicago Reader писал: «Они не боятся смешивать, казалось бы, разрозненные стили способами, которые не смогли бы сделать музыканты, не знающие толком, что они делают. „I Beg Your Pardon“ в первую очередь основана на лёгком блюзовом стиле, который развился в Техасе и на западном побережье после войны (Ти Боун Уокер, Лоуэлл Фулсон и др.), но Литтл Чарли украшает его толикой чикагской ярости в стиле Бадди Гая посреди сладких калифорнийских аккордов» .

## Избранная дискография
| Год  | Название                     | Лейбл             |
| ---- | ---------------------------- | ----------------- |
| 1987 | All the Way Crazy            | Alligator Records |
| 1988 | Disturbing the Peace         | Alligator Records |
| 1989 | The Big Break                | Alligator Records |
| 1991 | Captured Live                | Alligator Records |
| 1993 | Night Vision                 | Alligator Records |
| 1995 | Straight Up!                 | Alligator Records |
| 1997 | Deluxe Edition (compilation) | Alligator Records |
| 1998 | Shadow of the Blues          | Alligator Records |
| 2002 | That’s Big!                  | Alligator Records |
| 2005 | Nine Lives                   | Alligator Records |